# Newton and Noss
Newton and Noss est une paroisse civile du Devon, située dans le sud-ouest de l'Angleterre. 